# Calidris himantopus
El playero zancón (Calidris himantopus o Micropalama himantopus) es una especie de ave charadriforme de la familia Scolopacidae. Es una pequeña ave limícola costera; posee algún parecido con los calídridos escolopácidos algo más pequeños. La información que brinda su secuencia de ADN no es suficiente para determinar si debería pertenecer al género Calidris o al género monotípico Micropalama. Parece que se encuentra más emparentado con el correlimos zarapitín, que es otra especie de difícil clasificación que ha sido ubicada de forma preliminar dentro de Calidris y que eventualmente podría ser juntado con él, en el género Erolia.
El playero zancón se reproduce en los espacios abiertos de la tundra ártica en América del Norte. Es un ave migratoria de largo rango, pasa el invierno en la zona norte de América del Sur. De forma esporádica ha sido observado en la zona oeste de Europa, Japón y el norte de Australia.
Esta especie anida en el suelo, pone de tres a cuatro huevos. 